# Группа советских военных специалистов в Египте
Группа советских военных специалистов в Египте (араб. مجموعة الخبراء السوفيت العسكريين في مصر‎) — сводное воинское формирование Вооружённых Сил СССР, направленное в 1967 году в Египет по приглашению правительства страны и президента Гамаля Абдель Насера, и оказывавшее военную и инженерно-техническую помощь Вооружённым силам Египта, главным образом, в его вооружённом противостоянии с Вооружёнными силами Израиля. Несмотря на то, что советские военные специалисты несли службу в Египте по меньшей мере с середины 1950-х годов, египетское правительство попросило СССР о прямой военной помощи — этим и была обусловлена отправка регулярных частей и соединений Советской Армии и Военно-морского флота и создание военно-советнического аппарата в структуре Вооружённых сил Египта (в тот момент — Объединённой Арабской Республики). Основная часть двадцатитысячной группировки советских войск была выведена между 17—27 июля 1972 года, хотя, ограниченное число советских военных специалистов оставались в Египетских вооружённых силах и после вывода основной группировки.

## История военного вмешательства СССР на Ближнем Востоке
Ближний Восток занимал важное место во внешней политике СССР уже с начала 1950-х годов. Помощь арабским странам реализовывалась в поставках оружия и военной техники советского производства, отправке военных советников и технических специалистов, и даже непосредственным участием в боевых действиях воинских контингентов из состава вооружённых сил Советской Армии.

### Суэцкий кризис (1956)
Ещё за год до событий названных впоследствии Суэцким кризисом, в феврале 1955 года Великобритания отказалась продавать Египту оружие. Тогда президент Египта Гамаль Абдель Насер обратился к СССР с просьбой о поставках вооружений. СССР воспользовался благоприятными предпосылками для расширения своего влияния в этом регионе и начал тайно, через Чехословакию продавать Египту самолёты, танки, артсистемы и прочую военную технику.
С согласия СССР, посредником выступил премьер-министр Китая Чжоу Эньлай. Египет получил реактивных истребителей типа МиГ-15бис — 120 шт., бомбардировщиков Ил-28 — 50 шт., Танков Т-34 — 230 шт., бронетранспортёров — 200 шт., самоходных артиллерийских установок — 100 шт., пушек разных — около 150 шт.(по другим оценкам, до 500), подводных лодок — 6 шт. (по другим оценкам, только 2), несколько боевых кораблей, грузовиков ЗИС-150 — 100 шт. Позже, стали поступать новейшие истребители МиГ-17Ф с советскими и чехословацкими инструкторами.
29 октября 1956 года началась англо-франко-израильская операция против Египта. К 5 ноября 9 бригад израильских войск уже оккупировали весь Синайский полуостров. Египетские войска в составе двух пехотных дивизий, отдельной пехотной бригады, бронетанковой бригады и нескольких подразделений погранвойск беспорядочно отступили, оставив практически без боя около 400 единиц автомашин, бронетехники и артиллерийских орудий, в том числе 40 танков Т-34, 60 бронетранспортеров, несколько десятков тяжелых противотанковых орудий СУ-100. 6 ноября десанты союзников высадились в районе канала, не встретив никакого сопротивления.
Англо-французские бомбардировки зоны Суэцкого канала, Каира и Александрии, а также аэродромов, привели к потере Египтом почти всех боевых самолетов МиГ-15.
Спасло ситуацию вмешательство Советского Союза. Ещё 5 ноября советский министр иностранных дел Д. Т. Шепилов направил телеграмму секретарю Совета Безопасности ООН, в которой потребовал прекратить военные действия в течение 12 часов и в трехдневный срок вывести все войска с египетской территории. В противном случае Советский Союз окажет Египту военную поддержку. В телеграмме подчеркивалось, что уже сегодня СССР готов предоставить Египту помощь путём посылки военно-морских и военно-воздушных сил, воинских частей, добровольцев, инструкторов, военной техники. Также, были отправлены специальные послания главам правительств Англии, Франции и Израиля. Угроза прямого советского военного вмешательства была воспринята весьма серьёзно:19 и 8 ноября боевые действия прекратились.
29 ноября 1957 года Президиум ЦК КПСС утвердил решение «О поставках Египту специмущества», предоставил Египту кредит в сумме 700 млн рублей для оплаты поставок из Советского Союза «машин и оборудования» и дал согласие на поставку вооружения и военного имущества в 1958—1959 годах после оплаты одной трети его стоимости. Кредит предоставлялся из расчета 2 % годовых и должен был погашаться в течение 5 лет равными ежегодными долями, начиная с 1967 года.
За эти два года Египет получил: эскадренные миноносцы, торпедные катера, подводные лодки, 152-мм гаубицы, 85-мм пушки Д-44, 100-мм зенитные орудия КС-19, радиолокационные станции обнаружения, танки Т-54 (150 машин), бронетранспортеры БТР-152, самолеты-бомбардировщики Ил-28 (15 единиц), самолеты-истребители МиГ-17 (40 единиц), самолеты-разведчики Ил-28р (4 единицы), полевые медицинские госпитали (3 комплекта), автомобили ЗИС-151 (1500 единиц) и других.

### Шестидневная война (1967)
В ходе боевых действий 5—10 июня 1967 года, Израиль нанёс сокрушительный удар по Вооружённым силам Египта, Сирии и Иордании. Людские потери арабской коалиции составили сорок тысяч человек убитыми, раненными и пленными. Потери техники превысили 900 танков, свыше 1 тыс. артиллерийских орудий и более 400 самолётов.
10 июня 1967 года, на шестой день боевых действий, СССР, к тому моменту уже длительное время поддерживавший разгромленные арабские республики, разорвал дипломатические отношения с Израилем и по прямой линии связи с Вашингтоном довёл до мировой общественности, что если Израиль не прекратит боевых действий, то Советский Союз не остановится перед принятием мер военного характера. В тот же день израильские войска огонь прекратили. Уже через несколько дней после окончания войны из СССР начались массированные переброски оружия, снаряжения и инструкторов в Египет и Сирию. Была выделена чрезвычайная экономическая помощь. Уже 14 июня 1967 года в Египет прибыла эскадрилья бомбардировщиков Ту-16. Вслед за ней по воздушному мосту в ОАР стала перебрасываться советская военная техника и оружие. В октябре 1967 года в Египет было доставлено: 100 истребителей МиГ-21, 50 — МиГ-19, 60 — Су-7 и 20 бомбардировщиков Ил-28.

### Операция «Кавказ»
В сложившейся обстановке Президент АРЕ Гамаль Абдель Насер тайно посетил Советский Союз и убедил советское руководство в необходимости прикрытия объектов АРЕ силами советских войск. Несмотря на то, что эти действия могли значительно обострить советско-американские отношения, советское правительство приняло решение осуществить прямую военную помощь — операция получила кодовое название «Кавказ». В ходе подготовки к её осуществлению были сформированы в негласном порядке 18-я особая зенитно-ракетная дивизия, 135-й истребительный авиационный полк и 35-я отдельная истребительная авиационная эскадрилья.
В конце декабря 1969 — начале 1970 года Египет для проведения рекогносцировочных работ (выбора элементов боевых порядков частей и подразделений противовоздушной обороны) посетила группа высокопоставленных офицеров Войск ПВО СССР во главе маршалом П. Ф. Батицким. 2 января 1970 г. эта группа, в составе 10 человек, встретилась с президентом Г. А. Насером и вице-президентом А. Садатом. Во время встречи Батицкий представил лично всех его спутников, и когда он характеризовал начальника политуправления Войск ПВО генерал-полковника И. Ф. Халипова, произошёл курьёз — Насер не понял, что это за должность, и тогда Батицкий перевёл значение его должности как «духовный отец». Президенту объяснили, что это главный «мулла» советских зенитчиков, и, по свидетельству очевидцев, Насер остался доволен остроумием советского генералитета. 9 января 1970 года с подмосковного аэродрома «Чкаловский» поднялись в воздух два самолета Ил-18, на борту которых в Египет вылетела следующая группа генералов и высокопоставленных офицеров Министерства обороны СССР. Группу возглавляли заместитель главнокомандующего войсками ПВО страны генерал-полковник А. Ф. Щеглов и заместитель главнокомандующего ВВС генерал-полковник авиации А. Н. Ефимов. В группу входили генералы А. И. Беляков, А. К. Ваньков, Л. А. Громов, М. И. Науменко и ряд офицеров Генерального штаба, войск ПВО, ВВС, РТВ. По прибытии в Каир с первого дня началась напряженная и ответственная работа, которая проходила в тесном взаимодействии с военным персоналом египетских вооруженных сил, командующими родов войск, Министерством обороны и персоналом военных советников в Египте.
Получив приказ Министра обороны Советского Союза маршала А. А. Гречко о проведении операции «Кавказ», Главнокомандующий войсками ПВО страны генерал армии П. Ф. Батицкий созвал совещание, на которое были приглашены его заместители — генерал-полковник А. Ф. Щеглов, генерал-полковник авиации А. И. Покрышкин, член Военного Совета генерал-полковник И. Ф. Халипов, начальник Главного штаба генерал-полковник В. Д. Созинов, начальники родов войск — генерал-лейтенант артиллерии Ф. М. Бондаренко (зенитно-ракетные войска), генерал-лейтенант М. Т. Береговой (радиотехнические войска), генерал-лейтенант авиации А. Л. Кадомцев (истребительная авиация) и начальники управлений — оперативного (генерал-лейтенант авиации Г. П. Скориков), кадров (генерал-лейтенант авиации Л. В. Вахрушев), тыла (генерал-лейтенант авиации В. М. Шевчук). После оглашения приказа П. Ф. Батицкий поставил конкретные задачи по разработке операции «Кавказ», формированию 18-й зенитно-ракетной дивизии особого назначения, её боевому слаживанию на полигонах Ашулук и Янгаджа. В тот же день были определены сроки готовности к отправке в Египет, отдано распоряжение командующим армиями ПВО о подготовке дивизионов и спецподразделений, которые должны были войти в состав формируемых бригад. К назначенному сроку Оперативное управление Главного штаба войск ПВО страны разработало план проведения операции. Была закончена работа по формированию дивизии, её вооружению, материально-техническому обеспечению; на полигонах были проведены необходимые тренировки и стрельбы по скоростным маловысотным целям. Во время доклада П. Ф. Батицкого министру обороны о завершении подготовки к проведению операции «Кавказ» — министр обороны одобрил проведенную работу, и порекомендовал усилить дивизию ещё пятью-семью дивизионами. Главком ответил, что являясь одновременно членом ЦК КПСС, он отвечает за противовоздушную оборону СССР и не может выделить больше ни одного дивизиона. После небольшой паузы министр обороны сказал: «Ну, хорошо, хорошо, ограничимся этим».. Боевые части были залегендированы в качестве «специалистов по сельскому хозяйству». Личный состав переодели из военной униформы в цивильные брюки, пиджаки и пальто. Отличие офицеров и прапорщиков от рядового состава было лишь в том, что офицеры и прапорщики надели шляпы, а рядовой состав — береты.
Переброска войск в Египет была осуществлена в феврале и начале марта 1970 года.
Первые подразделения советского ограниченного контингента прибыли 5 и 8 марта 1970 г. в порт Александрия на теплоходах «Роза Люксембург» и «Георгий Чичерин». Это были дивизионы советских зенитчиков под руководством генерал-майора П. Г. Смирнова и полки истребительной авиации под руководством генерал-майора авиации Г. У. Дольникова. При перевозке войск морем из Николаева соблюдались все меры секретности. Офицеры, солдаты и сержанты сдавали личные документы, переодевались в гражданскую одежду, а по прибытии в Александрию — в форму египетской армии. Погрузка и разгрузка личного состава и боевой техники, а также все марши для занятия стартовых позиций зенитно-ракетных комплексов проходили только в ночное время. В светлое время суток войска находились в так называемых «отстойниках», строго соблюдая маскировку. Однако несмотря на принятые меры, уже через несколько дней в западной печати появились сведения о «советском присутствии в Египте». Были даже оглашены точные координаты новых позиций ЗРК. Израильское радио сразу стало вести передачи на русском языке «специально для советских воинов».
Каждый член советского военного контингента, каждый солдат, был ознакомлен со своими действиями по прибытии, и поэтому, по разгрузке в Александрии, всё происходило организованно, в рабочем режиме — были сформированы колонны и назначены ответственные за них, а также проработан и вопрос охраны колонны на марше. Следом за прибывшими войсками пришла техника, автомобили. Быстро разгружалась техника, имущество, своевременно формировались и отправлялись колонны по местам назначения. Все автомобили, закрепленные за тылом, необходимо было перекрасить под цвет песка, повесить арабские номерные знаки.
С 1 апреля авиационные части приступили к боевому дежурству и боевым действиям по защите объектов АРЕ от ударов авиации противника и выполняли поставленные задачи вплоть до июня 1972 года, когда по совместному решению Советского и Египетского правительств они возвратились в СССР.
Вскоре Г. А. Насер признал, что благодаря советской помощи Египту удалось восстановить свою оборонную мощь. С прибытием советских военных специалистов, имевших богатый боевой опыт, накопленный в ходе второй мировой войны, в египетских вооруженных силах серьезное внимание стало уделяться боевой подготовке войск.

### Война на истощение (1967—1970)
После того, как в конце 1969 года в ходе осуществления Военно-воздушными силами Израиля операции «Хордос», израильская авиация, подавив очаги сопротивления египетской противовоздушной обороны, получила возможность беспрепятственно наносить ракетно-бомбовые удары по центральным египетским районам и пригородам Каира. В ходе бомбардировок был разбомблен символ советско-египетской дружбы — металлургический комбинат в Хелуане, где погибло восемьдесят человек. В этот критический для Египта период, 9 января 1970 года, с одного из подмосковных военных аэродромов поднялись в воздух и взяли курс на Каир два военно-транспортных самолёта Ил-18 с оперативной группой Министерства обороны СССР, под руководством главнокомандующего войсками ПВО СССР Маршала Советского Союза П. Ф. Батицкого с задачей в срочном порядке подготовить места дислокации для советских воинских частей. Для отправки в Египет отобрали 32 тыс. советских солдат и офицеров, преимущественно из частей и подразделений противовоздушной обороны. В соответствии со специальным соглашением советские войска направлялись в Египет только для защиты его воздушного пространства.
Всего в районах Каира, Александрии, Асуана, в зоне Суэцкого канала и других местах был развернут двадцать один советский зенитно-ракетный дивизион с новейшим по тем временам вооружением. Кроме того, на военных аэродромах близ Каира, Александрии и Асуана базировались два полка самолетов-перехватчиков МиГ-21. Советские войска составили главную силу в отражении ожесточенных израильских авианалетов на Египет, которые возобновились летом 1970 года. Израильские самолеты ежедневно совершали налёты на военные и промышленные объекты, но в зону действия советских ракет не входили, в связи с чем, пуски ракет по целям на дальней границе зоны поражения успеха не имели — высокоскоростные израильские истребители успевали сделать разворот и уйти от опасности. Впервые в практике боевых действий войск ПВО для каждого зенитно-ракетного дивизиона выделили по взводу прикрытия. В их состав входили четыре ЗСУ 23-4 «Шилка» и отделение переносных зенитных ракет «Стрела-2».

#### Участие советской авиационной группы в боевых действиях

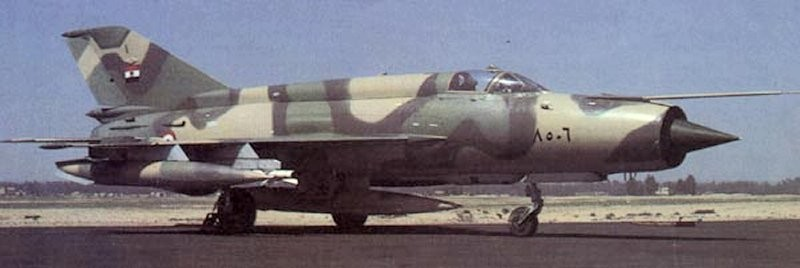
МиГ-21 ВВС Египта

135-й истребительный авиационный полк (106 иабр ВВС ОАР) квартировал на авиабазах Ком-Аушим и Бени-Суэф и был поставлен прикрывать Каир с юго-восточного направления, а промышленные объекты центральной части Египта и Асуанский гидроузел с северо-восточного, между Сохненской и Заафаранской долинами. Глубина боевых действий ограничивалась Суэцким заливом Красного моря.
35-я отдельная истребительная авиационная эскадрилья (108 иабр ВВС ОАР) разместившаяся на авиабазе Джанаклис, прикрывала ВМФ на побережье Средиземного моря и промышленные объекты северной части Египта от Порт-Саида до Мерса-Матрух и на юг до Каира.
Самолёты несли опознавательные знаки и тактические номера, принятые в ВВС Египта. Советским лётчикам запретили пересекать Суэцкий Канал, являвшийся границей разделения противоборствующих сторон.
Патрулирование советских лётчиков вынудило израильскую авиацию ограничить свои рейды прифронтовой зоной. Первая встреча советских и израильских пилотов закончилась мирно — противники разошлись, не решившись вступить в бой. Произошла она 13 апреля 1970 года. Аналогичным образом завершились встречи 18 и 29 апреля. К июню 1970 года советские летчики имели уже более 100 боевых вылетов, но воздушных боев не проводили. Хотя к этому времени авиация Израиля имела совершенно иной опыт и совершила более 10 тыс. вылетов: для нанесения ударов — 86,8 %, на воздушную разведку — 11,5 %, для ведения воздушных боев — 1,7 %, армейское командование Израиля также предпочло избегать прямого противостояния. Но летом 1970 года боевые действия в зоне канала активизировались. Вовлечение в конфликт советских специалистов стало неизбежным. Первый случай боевого контакта зафиксирован 25 июня 1970 года. Пара МиГ-21 (лётчики Крапивин и Сальник), используя малую высоту, скрытно подошла к группе «Скайхоков», шедшей на Исмаилию, и поразила один из них ракетой Р-3С, но подбитый штурмовик сумел уйти на свою авиабазу, однако из за полученных повреждений самолёт был списан как не подлежащий ремонту. Другой источник утверждает, что в этом бою израильский штурмовик был сбит и лётчик погиб.
27 июля 1970 года совместно с египтянами была предпринята попытка засады на израильские «Миражи». По плану, звено египетских МиГ-17 наносило удар по опорному пункту израильтян на восточном берегу канала, с целью спровоцировать истребители противника на преследование. Далее следовало заманить их на свою территорию, где в бой вводилось бы три звена советских МиГ-21.
МиГ-17 нанесли удар в 12:00, поразив цель и ранив четырёх израильских солдат, но израильские истребители для отражения этого налета даже не поднялись.
Египтяне повторили атаку в 16:45, снова поразив цель и ранив ещё трех солдат. Задание практически было выполнено: четвёрка МиГ-17 капитана Махеру Касиме была атакована истребителями «Мираж» и смогла завлечь их на свою территорию, но задержка со взлётом советских истребителей позволила израильтянам сбить два египетских самолёта и спокойно уйти. Одно звено советских МиГ-21 успело выйти в район боя и наблюдало происходящее, запросив разрешение на атаку, но командование запретило ввязываться в бой, пока не поднимутся два других звена. Оба египетских лётчика катапультировались удачно.
30 июля 1970 года, в ходе аналогичной операции израильских ВВС четыре советских истребителей МиГ-21 были сбиты израильскими истребителями F-4 Phantom и Mirage III, три советских летчика погибли, один израильский истребитель был тяжело повреждён.

## Вывод группы

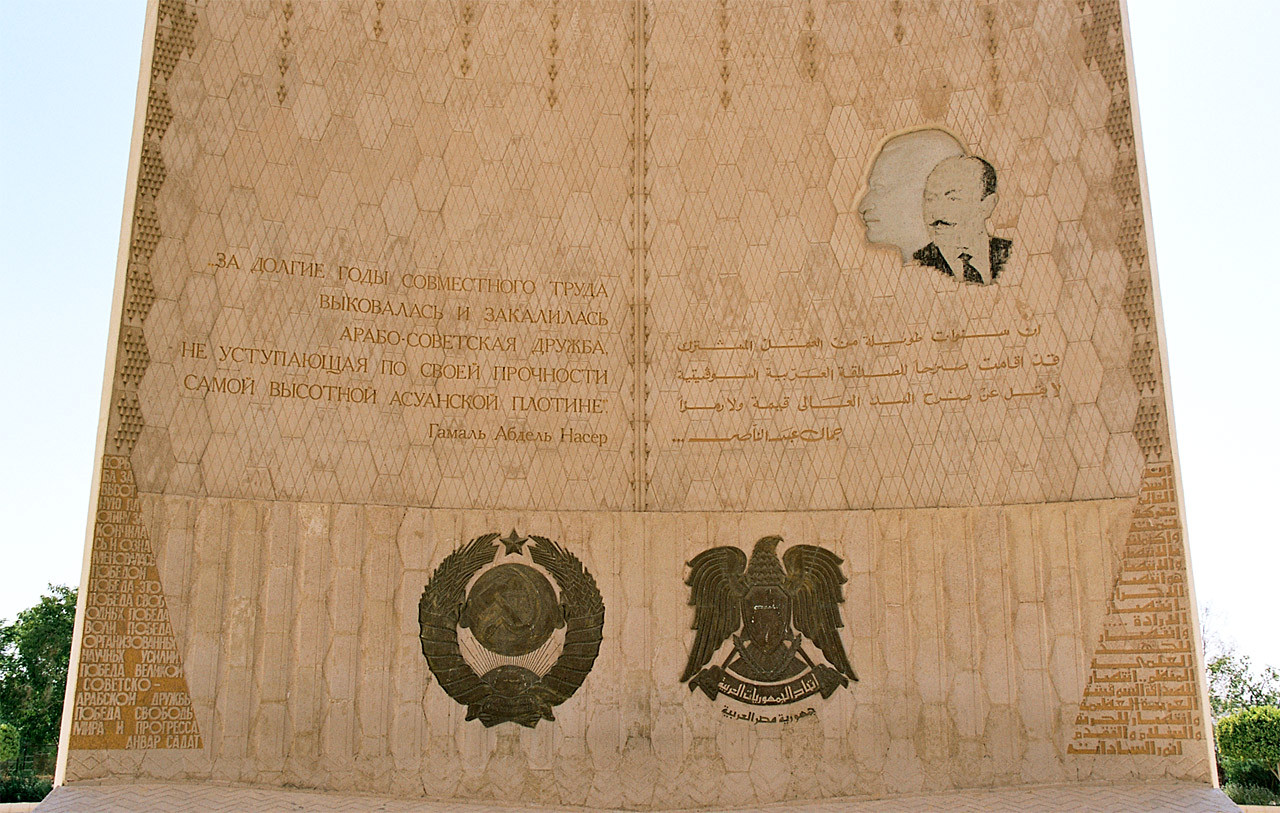
«За долгие годы совместного труда выковалась и закалилась советско-арабская дружба», — цитата Г. А. Насера на мемориале в Асуане

К 1972 г. в Египте находились около 20 тыс. военных советников из СССР, Советский Союз имел исключительное право пользования пятью египетскими морскими портами и восемью аэродромами, шесть из которых находились под полным контролем советских военных. Чрезвычайный и полномочный посол СССР в Объединённой Арабской Республике — Египте В. М. Виноградов впоследствии указывал в своих вспоминаниях, что к 1972 году Египетские вооружённые силы были уже достаточно хорошо подготовлены, из советских военных учебных заведений — академий и училищ прибыло большое количество выпускников — египетских офицеров. Были нередки случаи, когда у египетского офицера, окончившего советскую военную академию, советником был опытный советский офицер, но имевший за плечами только военное училище. Закулисные контакты А. Садата с Соединёнными Штатами, а также тот факт, что египетские войска были уже достаточно подготовлены, и египетским командирам уже настала пора быть более самостоятельными, подталкивали советское посольство к осмыслению того, насколько целесообразно дальнейшее пребывание такого числа военных с женами в Египте. После тщательной и всесторонней оценки сложившейся обстановки, посольство пришло к выводу о том, что целесообразно самой советской стороне предложить Садату сократить число советских военных специалистов ввиду достаточной боеспособности египетских вооружённых сил. В посольстве пришли к выводу, что будет лучше, если наши военные по собственной инициативе начнут постепенный вывод войск из Египта, чем если Садат сам поставит вопрос об их выводе.
После вывода основного контингента в Египте находилась группа авиационных специалистов, занимавшаяся переучиванием лётного и технического состава на новый тип самолёта — истребитель С-32.
По словам М. В. Рябова, находившегося в Египте после вывода основного контингента войск в составе небольшой группы военных специалистов, оставшейся в стране, ему приходилось слышать в адрес СССР от нового руководства АРЕ под началом Анвара Садата такое, что у него, по его собственным словам, рука порой не поднималась писать перевод — но это, по его словам, уже была «большая политика», а не инициатива египетских низов, что подтвердилось дальнейшим развитием событий.

## Оценки пребывания советских войск
Советский Союз стал первой европейской страной, которая послала своих военнослужащих в африканскую страну не для её колонизации и хозяйничанья в ней, как это до последнего времени делали все европейские государства, а для того, чтобы помочь этой стране бороться против империализма и колониализма.
Отмечая принципиально важную роль советских военных советников в становлении Вооружённых сил Египта, известный египетский журналист и политический деятель М. X. Хейкал, — главный редактор газеты «Аль-Ахрам», друг и доверенное лицо президента Насера, — писал о том, что Советский Союз в отличие от других стран Европы, имел целью не колонизацию Египта, а по-настоящему ставил целью оказание помощи. Деятельность советских военных советников получила высокую оценку и со стороны официальных египетских властей. В опубликованном в июле 1972 г. специальном заявлении посольства Египта в СССР выражалась «благодарность советским военным советникам, офицерам и солдатам за их деятельность во время пребывания в Египте», указывалось, что Египет дает высокую оценку усилиям советских советников и отмечалось, что друзья из Вооружённых Сил Советского Союза выполняли свой долг самым эффективным образом. Тогда же заместитель военного министра Арабской Республики Египет К. Хусейн от имени президента республики вручил группе советских военных советников египетские боевые ордена и медали.
В египетских газетах был опубликован ряд статей, в которых выражалась признательность египетского народа советским военным советникам и особо подчёркивалось, что они оказали неоценимую помощь Египту в то время, когда она была особенно необходима. «Деятельность советских военных специалистов и советников не может быть преуменьшена и тем более забыта», — отмечалось в каирской Egyptian Gazette.

## Дальнейшее пребывание советских военных в зоне конфликта

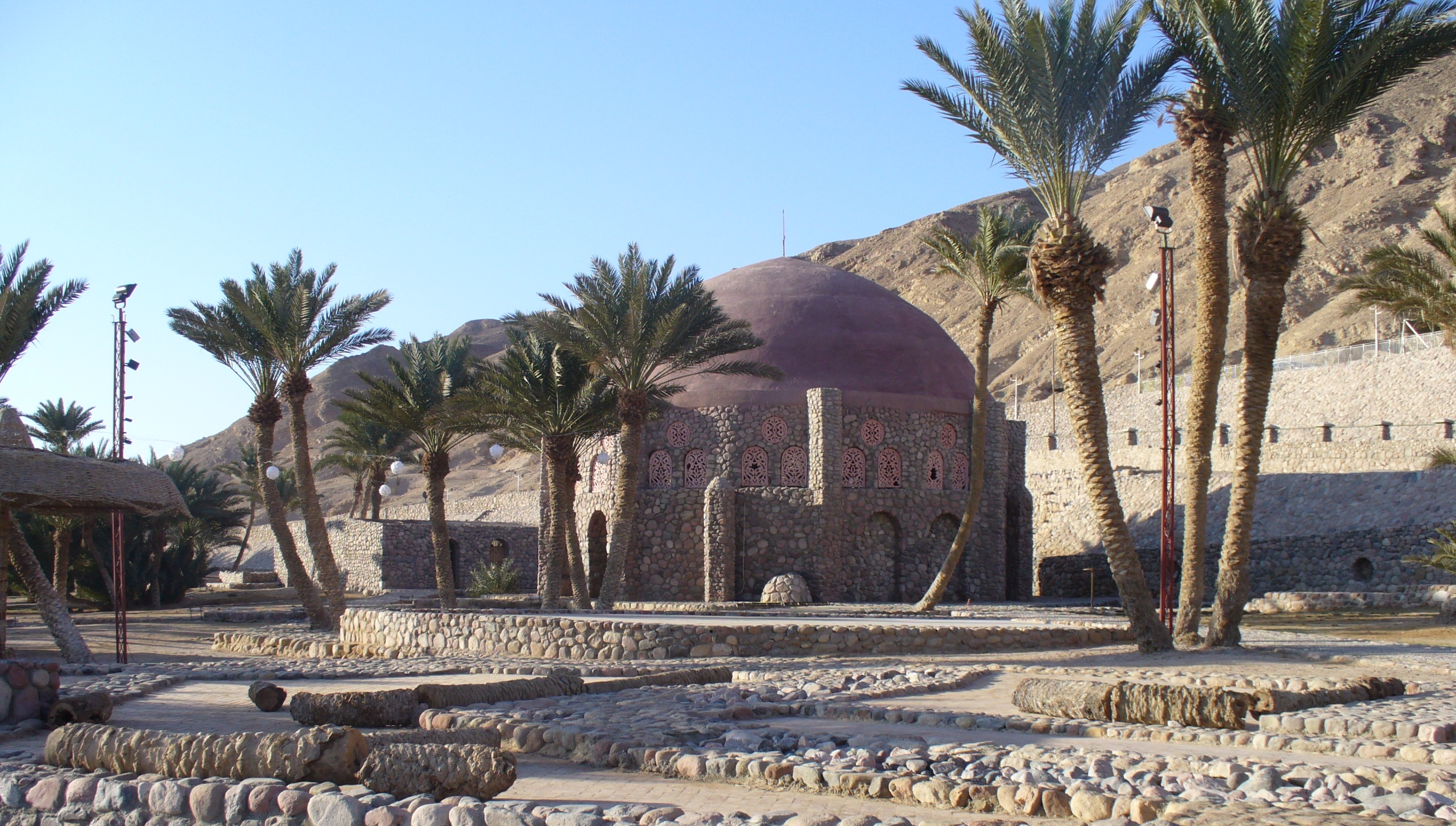
Фараоновы купальни (или «Бани Моисея»)

После начала Войны Судного дня (1973), советские официальные лица озвучили возможность задействования воздушно-десантных дивизий из состава ВДВ СССР: соединения были приведены из постоянной в повышенную боевую готовность, однако, как отмечает американский политолог Ф. Фукуяма, учитывая похолодание в советско-египетских отношениях, наметившиеся с приходом на пост Президента Египта А. Садата, поддерживавшего явный проамериканский курс, на этот раз реакция Запада на потенциально возможное военное вмешательство СССР была не такой как ранее — на Западе не верили всерьёз в то, что советское руководство пойдёт на эскалацию конфликта ради сомнительных выгод.:19
В дальнейшем, с окончанием Войны Судного дня, и со стабилизацией обстановки на арабо-израильском фронте, советские военные находились в зоне конфликта в составе Миротворческих сил Организации объединённых наций на Ближнем Востоке (UNEF II).
Между советскими военнослужащими и их европейскими коллегами сложились вполне партнёрские отношения и совместная работа протекала в дружественном русле. Так, подполковник в отставке, военный переводчик А. И. Исаенко вспоминал, что ему пришлось встречать Новый год в Египте семь раз, при этом самым запоминающимся, ветерану представляется Новый год 31 декабря 1978 года, проведённый на Синае в «Фараоновых купальнях», вместе с военнослужащими Вооружённых сил Франции и Финляндии. Представитель Франции даже вскользь пошутил, сказав, что теперь все они стали «большевиками», так как все после сауны были раскрасневшиеся.
| - Владимир Гаврилович Гордиенко. Сайт «Герои страны». - Григорий Устинович Дольников. Сайт «Герои страны». - Николай Михайлович Кутынцев. Сайт «Герои страны». - Константин Ильич Попов. Сайт «Герои страны». | |
| | Список примеров в этой статье не основывается на авторитетных источниках, посвящённых непосредственно предмету статьи. Добавьте ссылки на источники, предметом рассмотрения которых является тема настоящей статьи (или раздела) в целом, а не отдельные элементы списка. В противном случае список примеров может быть удалён. (3 мая 2023) |